# Ramal ferroviario Vicuña Mackenna-Achiras
El Ramal Vicuña Mackenna - Achiras pertenece al Ferrocarril General San Martín, Argentina. 

## Ubicación
Se halla en la provincia de Córdoba en el departamento Río Cuarto.

## Características
Es un ramal secundario de la red del Ferrocarril General San Martín con una extensión de 136 km entre Vicuña Mackenna y Achiras. El ramal fue puesto en marcha el 13 de octubre de 1913 por el Ferrocarril Buenos Aires al Pacífico.
No presta servicios de pasajeros ni de cargas. El tramo de Sampacho a Achiras se encuentra levantado, en su lugar se construyó una ruta.